# Bathysauroides
Bathysauroides is een geslacht van straalvinnige vissen uit de familie van bathysauroiden (Bathysauroididae).

## Soort
- Bathysauroides gigas (Kamohara, 1952)